# Hormisa
Hormisa — рід совкових з підродини совок-п'ядунів.

## Опис
Підкрайова лінія передніх крил з зубцем посередині. Зовнішній край передніх крил із слабким, тупокутним зламом. Передні крила темно-коричневі, серединна тінь виділяється більш темним забарвленням, майже пряма. Передні лапки самця в проксимальній частині та її піхви сильно розширені. У геніталіях самки задня гофрована частини копуляційної сумки без перетяжки переходить у власне корпус копуляційної сумки.

## Систематика
У складі роду:
- Hipoepa biangulata Bethune-Baker, 1908
- Hipoepa biasalis Walker, 1858
- Hipoepa brunneistriga Bethune-Baker, 1908
- Hipoepa fractalis Guenée, 1854
- Hipoepa invenustua Swinhoe, 1890
- Hipoepa lapsalis Walker, 1858
- Hipoepa porphyrialis Pagenstecher, 1900
- Hipoepa pusilla Butler, 1875
- Hipoepa raptatalis Walker, 1858
- Hipoepa tumidilinea Hampson
- Hipoepa undulata Moore, 1882